# Callixena viettei
Callixena viettei là một loài bướm đêm trong họ Noctuidae.